# Kenseikai
Pour les articles homonymes, voir Parti constitutionnaliste et Parti de la Constitution.

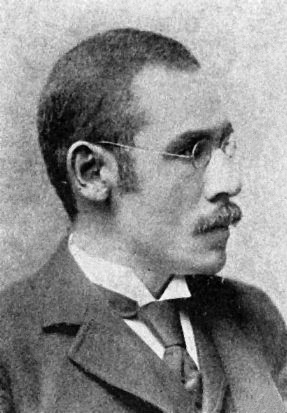
Takaaki Katō, figure centrale du Kensaikai.

Le Kenseikai (Parti Constitutionnel) (憲政会, Kenseikai) était un parti politique japonais actif pendant l'ère Taishō et le début de l'ère Shōwa.
Le Kenseikai a été fondé en octobre 1916, par la fusion du Rikken Dōshikai, du Chuseikai et du Koyu Kurabu. Cette fusion lui a donné un total de 197 sièges dans la Chambre basse de la Diète du Japon, formant de ce fait une majorité, et a suscité l'espoir que son président, Takaaki Katō, deviendrait le prochain Premier ministre du Japon.
Le parti était soutenu par le zaibatsu Mitsubishi, grâce aux liens familiaux de son chef, Takaaki Katō.
Cependant, à la surprise générale, le Genrō a nommé le Général Masatake Terauchi pour le poste de premier ministre à la place. Le Kenseikai a alors lancé une motion de censure, qui a fait plus tard dissoudre le gouvernement et a mené à l'isolement politique du Kenseikai pendant presque une décennie.
En 1924, le Kenseikai s'est allié avec le Rikken Seiyūkai et le Kakushin Kurabu pour former une majorité de plus de 150 sièges à la Diète, dans le but de faire tomber le gouvernement de Kiyoura Keigo. Takaaki Katō a été finalement nommé premier ministre, et sa coalition de trois parties (Goken Sampa Naikaku) s'est portée sur une réforme politique intérieure et une politique extérieure modérée. Il a fortement insisté pour gouverner selon la constitution de Meiji, sans influence d'aucune sorte du Genrō. Il a également favorisé le suffrage masculin universel et les réformes si nécessaires dans la législation du travail et la situation économique des fermiers. Cependant, en dépit de son image libérale, la coalition a voté les Lois de Préservation de la Paix en 1925.
Le Kenseikai fusionne avec le Seiyu Hontō en juin 1927 pour former le Rikken Minseito.